# آرثر ويتن براون
اللفتنانت كولونيل السير آرثر ويتن براون (بالإنجليزية: Arthur Whitten Brown)‏ (مواليد 23 يوليو 1886 - الوفاة 04 أكتوبر 1948)، حامل رتبة الإمبراطورية البريطانية، كان الملاح في أول رحلة ناجحة دون توقف لعبور المحيط الأطلسي مع الكابتن جون ويليام ألكوك.

## روابط خارجية
- آرثر ويتن براون على موقع الموسوعة البريطانية (الإنجليزية)
- آرثر ويتن براون على موقع ديسكوغز (الإنجليزية)